# Gambusia punctata
Gambusia punctata är en fiskart som beskrevs av Poey, 1854. Gambusia punctata ingår i släktet Gambusia och familjen Poeciliidae. Inga underarter finns listade i Catalogue of Life.